# エフエム佐久平

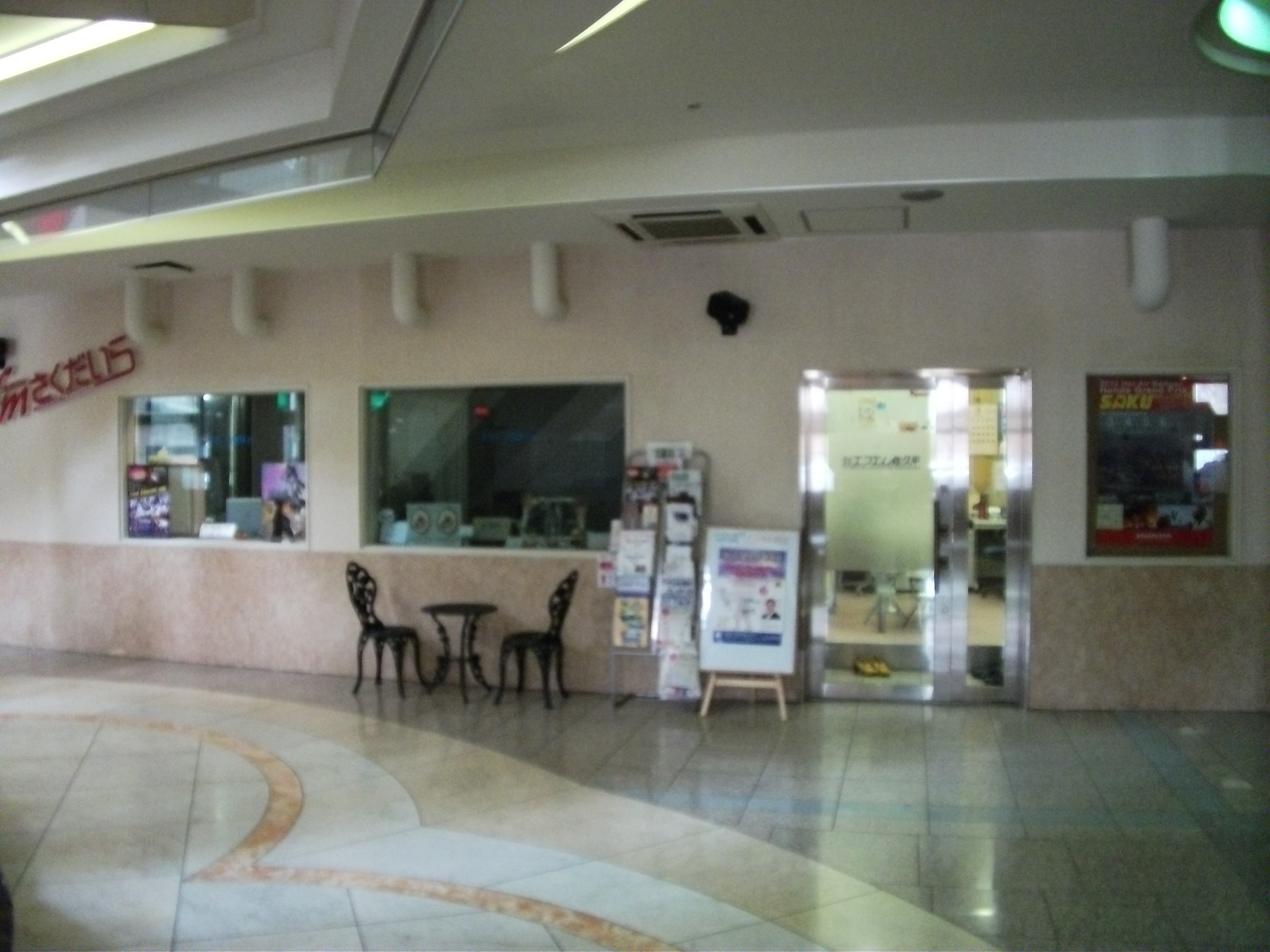
佐久平駅にあるスタジオ

株式会社エフエム佐久平（エフエムさくだいら）は、長野県佐久市の一部地域を放送対象地域として超短波放送（FM放送）を行う特定地上基幹放送事業者である。
fmさくだいらを愛称としてコミュニティ放送を行っている。

## 概要
1998年（平成10年）に長野県2番目のコミュニティ放送局として開局した。
出資比率から地元のIT企業パスカルと佐久市がマスメディア集中排除原則にいう支配関係にある。
本社・演奏所（スタジオ）は、北陸新幹線佐久平駅（隣駅の軽井沢駅（エフエム軽井沢）も同様）にある。
送信所は平尾山公園内にあり、放送局（現・特定地上基幹放送局）の呼出符号はJOZZ4G-FM、呼出名称はエフエムさくだいら、周波数76.5MHz、空中線電力は当初10Wであったが後に20Wに増力、放送区域は佐久市の一部地域。
- 放送エリアを長野県佐久平一帯[3]と称している。

インターネット配信はFM++による。
自社制作番組以外の時間は、ミュージックバードを放送する。
佐久市および佐久ケーブルテレビや周辺市町とは災害時等における放送に関する協定を締結している。

## 沿革
- 1998年（平成10年）
  - 1月14日 - 株式会社エフエム佐久平設立[3]。
  - 5月27日 - 放送局の免許取得[5]。
  - 6月1日 - 開局[5]。
- 1999年（平成11年）
  - 8月10日 - 空中線電力の増力許可[4]。
  - 10月29日 - 佐久市と「災害時等における放送に関する協定書」協定」を締結[6]。
- 2012年（平成24年）10月1日 - SimulRadioによるインターネット配信開始。
- 2013年（平成25年）- 北信越地区高等学校野球長野県大会東信予選会の実況生中継を開始。
- 2015年（平成27年）1月29日 - 佐久市及び佐久ケーブルテレビと「災害時等における放送の要請等に関する協定書」を締結[7][8]。
- 2018年（平成30年）7月3日 - FM++によるインターネット配信開始[9]。
- 2020年（令和2年）
  - 3月13日 - 小諸市と「災害時等における放送に関する協定」を締結[10][11]。
  - 3月16日 - 佐久穂町と「災害時等における放送に関する協定」を締結[12][13]。
  - 3月24日 - 御代田町と「災害時等における放送に関する協定」を締結[14][15]。
- 2021年（令和3年）3月25日 - 立科町と「災害時における緊急放送に関する協定」を締結[16][17]。

## 番組
太文字で示された番組名は生ワイド番組
- 佐久平 Good Luck Station ZERO Morning（月曜 - 金曜 7:00 - 10:00）
- Morning Routine（月曜 - 金曜 9:00 - 10:55）
- 佐久平 DAYTIME STATION ラジオコンシェルジュ（月曜 - 木曜 11:00 - 13:00）
- YOU GOTTA SOUND!! おつかれさんでGO!!あした（月曜 - 木曜 16:00 - 18:30）
- ローカルリディムRADIO（第1月曜 13:00 - 14:00）
- 並木久門のわれら中小企業の伴走者（月曜 18:30 - 19:00）
- あなたの夢を応援します Dreamnight（月曜 19:00 - 19:30）
- MUSIC COMMUNICATION（第1・2月曜 19:30 - 20:00）
- ミスターMの『みんなの時間』（第3・4・5月曜 19:30 - 20:00）
- 全国に響け東京音頭 佐久平燕党!（月曜 20:00 - 21:00）
- 服部政行の愛こそすべてさ[18]（火曜・13:00 - 14:00）
- 木内康平のALFEE三昧（火曜 18:30 - 19:00）
- GOOD BYE APRIL 倉品翔のREMEMBERS[19]（火曜 19:00 - 20:00）- ミュージックバード「コミュニティ発 全国放送ゾーン」内の一番組として、全国のコミュニティ放送局で日曜（土曜深夜）1:30 - 2:00に放送されていた。
- 荻野邦子のウェルビーイングライフ（火曜 20:00 - 20:30）
- ほっこり「こころレシピ」～あなたがあなたを好きになるために～（火曜 20:30 - 21:00）
- 大丸家具店presents 銀河の向こうへ（水曜 14:00 - 14:30）
- Ho! Gaku クルージング 765（水曜 14:00 - 14:55）
- 鵜飼美香のゴスペルラジオ（水曜 18:30 - 19:00）
- MUSIC CROSS[20]（火曜 19:00 - 19:30）
- Mo鉄ちゃんの鉄分補給出発進行（水曜 19:30 - 20:00）
- 伊達孝時 歌って語る歌謡曲[21]（木曜 18:30 - 19:00）- ミュージックバード「コミュニティ発 全国放送ゾーン」内の一番組として、全国のコミュニティ放送局で木曜（水曜深夜）1:00 - 1:30に放送されていた。
- ALLaNHiLLZのHappy Go Lucky[22]（木曜 19:00 - 20:00）
- 佐久平 ONIWA RADIO（金曜 11:00 - 15:00）
- 気ままにオールディーズ（金曜 15:00 - 16:00）
- Shockwave Radio!!（金曜 16:00 - 18:30）
- ♪文ぶん化っか♪コスモがラジオ[23]（金曜 18:30 - 19:00）
- D-COREのはなきんnight fever（金曜 19:00 - 20:00）
- SETROUNDLY島崎淳の宇宙ヶ丘フライデー（金曜 20:00 - 21:00）
- 佐久平週末発見プログラム WEEKEND DISCOVERY（土曜 9:00 - 12:00）
- グレート無茶の無茶無茶放送局（最終土曜 20:00 - 21:00）
- 佐久市からのお知らせ　1週間総集編・大切な人にありがとう　1週間総集編（日曜 5:00 - 6:30）
- 佐久平週末発見プログラム WEEKEND DISCOVERY（日曜 9:00 - 12:00）
- 昼ドキッ!浪曲スクランブル（日曜 12:00 - 12:30）
- 吉祥美玲恵の語り一本（日曜 12:30 - 12:45）
- ゴスペルレディオステーション[24]（日曜 13:00 - 14:00）
- 気ままにオールディーズ（日曜 20:00 - 21:00）
- 湯澤かよこ 高見澤一樹 LIFE IS BEAUTIFUL（日曜 21:00 - 22:00）
- 高校野球中継（2013年から開始）
- Gospel Radio Station - 当初は当局ローカル番組としてスタートしたが、現在はFMいわき制作扱いとなっている。当局では日曜 18:00 - 19:00に放送。

## アナウンサー
- 小野木俊貴（おのぎ としき）
- 佐藤真生（さとう まき）

## パーソナリティ
- 中村礼子（なかむら れいこ）
- 中村八恵子（なかむら やえこ）
- 鈴木カオリ（すずき かおり）
- 平木円香（ひらき まどか）
- 山田真智子（やまだ まちこ）
- 有銘琴絵（ありめ ことえ）
- 細川敦子 （ほそかわ あつこ）
- 和田彩妃 （わだ さき）
- 丹羽令 （にわ れい）
- Matsu & Tatsu & Kensy
- 倉品翔（くらしな しょう）
- 中山達也（なかやま たつや）
- 木内愛菜（きうち あいな）
- リーチ
- 俊智（しゅんち）
- モテ
- グレート☆無茶
- ALLaNHiLLZ
- DJミカッチ
- ダンスクラブKDC
- トレモロアース